# Rodokmen Masarykových

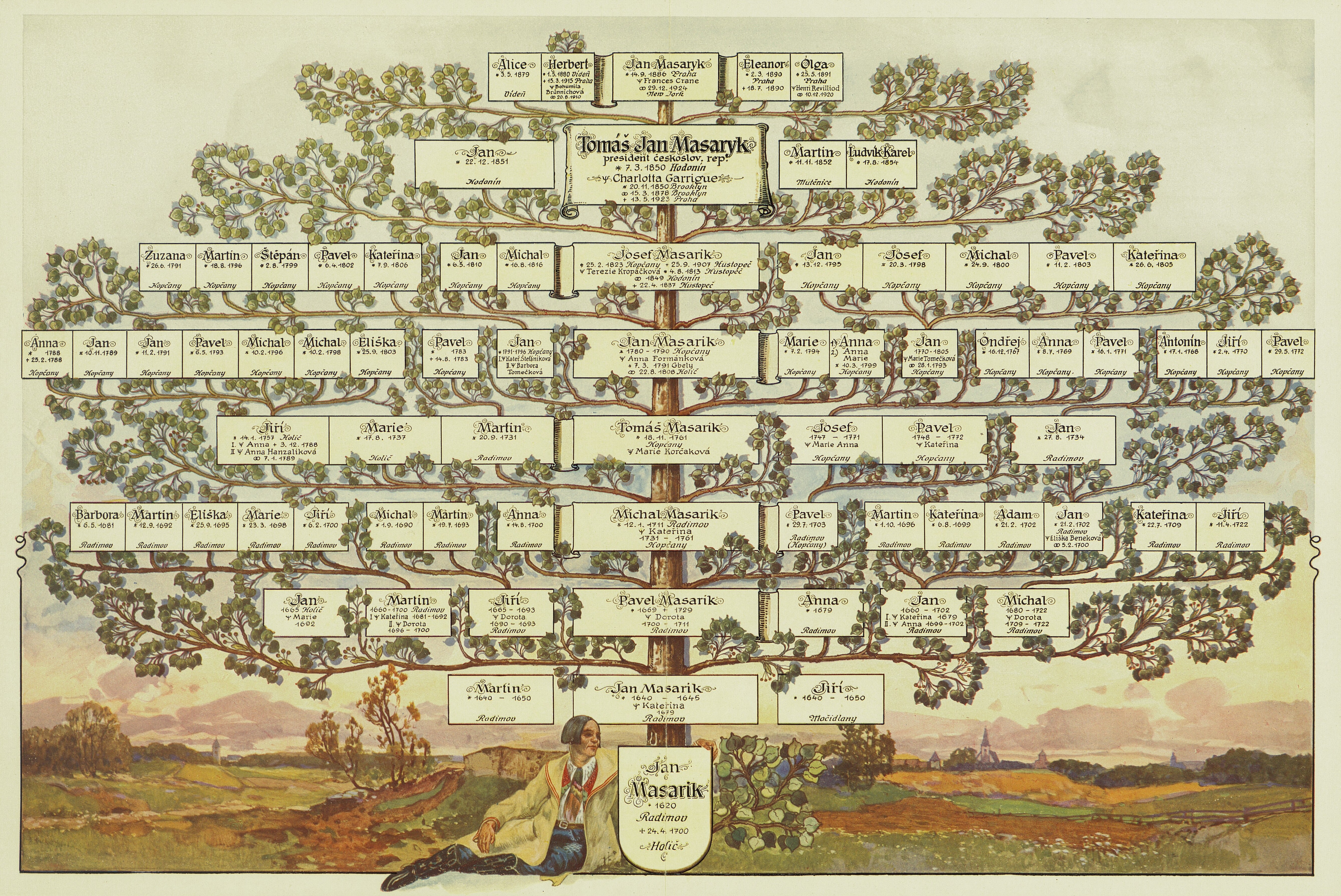
Rodinný strom T. G. Masaryka (Josef Pilnáček, 1930)

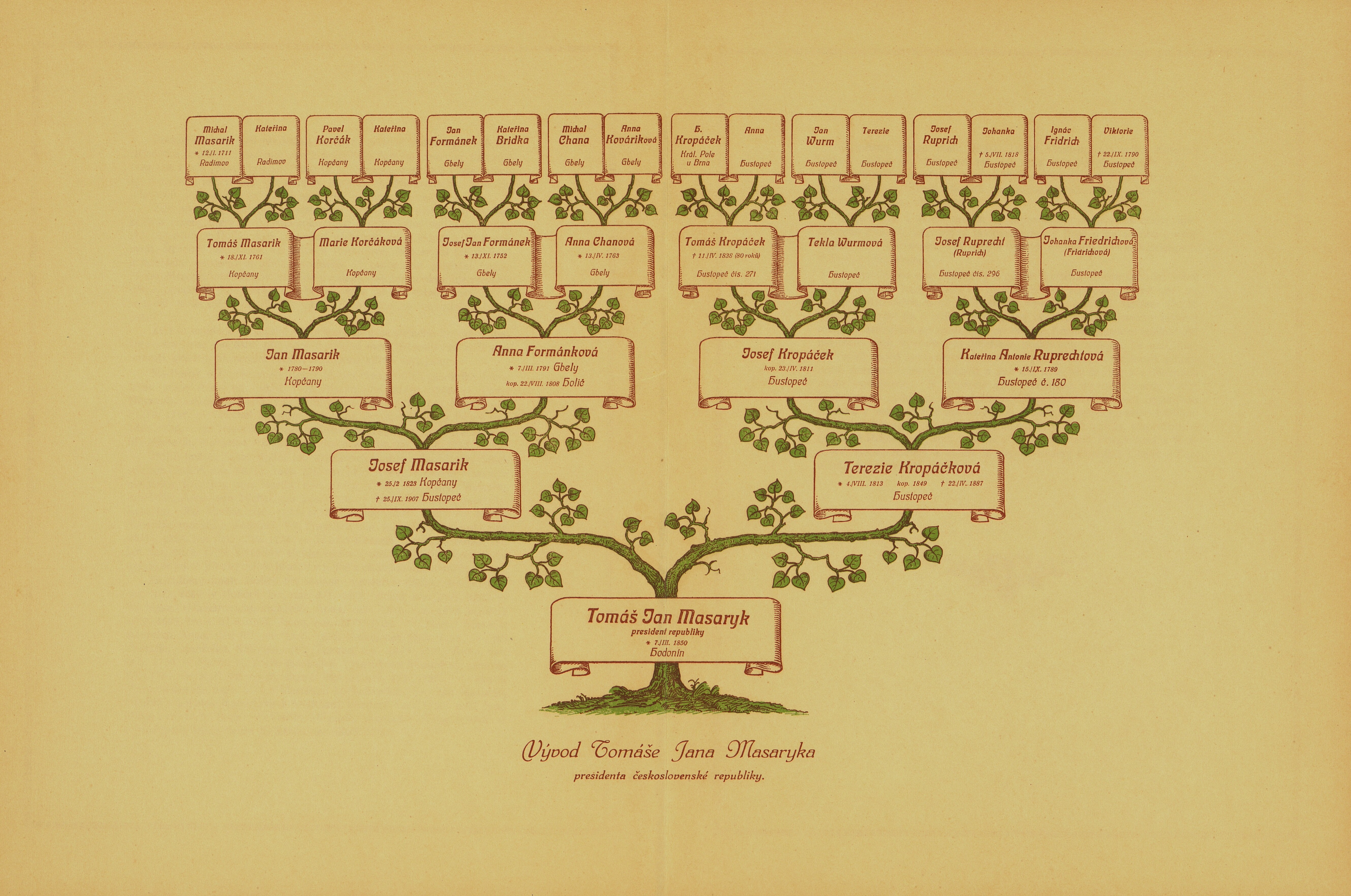
Genealogický vývod T. G. Masaryka (Josef Pilnáček, 1930)

Toto je rodokmen rodiny prvního československého prezidenta Tomáše Garrigua Masaryka.

## Rozrod
Michal Masarik (12. 1. 1711 Radimov - † ?) ∞ (?) Kateřina  (1712 Radimov - † ?) 
1. Tomáš Masarik (18. 11. 1761 Kopčany - 12. 3. 1828 Kopčany) ∞ (3. 11. 1782 Kopčany) Marie Korčáková (30. 8. 1763 Kopčany – ? Kopčany)
  1. Ján Masarik (18. 11. 1780 Kopčany - 19. 1. 1851 Kopčany)  ∞ (22. 8. 1808 Holíč) Anna Formánková (7. 5. 1788 Gbely – 1848 Kopčany)
    1. Ján Masarik (6. 5. 1810 Kopčany -  ? Kopčany)
    2. Michal Masarik (16. 8. 1816 Kopčany -  ? Kopčany) ∞ (?) Anna Visnyaková ( ? Kopčany -  ? Kopčany)
      1. Pavel Masaryk (12. 3. 1872 Kopčany - 19. 3. 1940 Hodonín) ∞ (26. 8. 1900 Kopčany) Marie (22. 8. 1878 Kopčany - 24. 5. 1943 Uherské Hradiště)
        1. Marie Masaryková (8. 7. 1904 Hodonín - 13. 10. 1988 Velké Pavlovice) ∞ (15. 1. 1928 Hodonín) Josef Kalužík (23. 3. 1901 Velké Pavlovice - 14. 10. 1948 Velké Pavlovice)

    3. Josef Masaryk (25. 2. 1823 Kopčany - 25. 9. 1907 Hustopeče)  ∞ (15. 8. 1849 Hodonín) Terezie Kropáčková (4. 8. 1813 – 22. 4. 1887 Hustopeče)
      1. Tomáš Garrigue Masaryk (7. 3. 1850 Hodonín - 14. 9. 1937 Lány) ∞ (15. 3. 1878 Brooklyn) Charlotta Garrigue-Masaryková (20. 11. 1850 Brooklyn - 13. 5. 1923 Lány)
        1. Alice Masaryková (3. 5. 1879 Vídeň – 29. 11. 1966 Chicago)
        2. Herbert Masaryk (1. 5. 1880 Vídeň – 15. 3. 1915 Praha) ∞ (20. 8. 1910) Bohumila Slavíčková rozená Brynychová (4. 4. 1876 Bylany (Miskovice) - 1962 Praha), vdova po malíři Antonínu Slavíčkovi (16. 5. 1870 Praha-Staré Město – 1. 2. 1910 Praha-Holešovice)
          1. Herbert Masaryk (3. 4. 1911 Praha – 2. 7. 1912 Praha)
          2. Anna Masaryková (3. 4. 1911 Praha – 18. 3. 1996 Praha), historička umění v Národní galerii
          3. Tomáš Masaryk (11. 1. 1914 Praha – 30. 3. 1914 Praha)
          4. Herberta Masaryková (6. 7. 1915 Praha – 30. 9. 1996 Praha) ∞ 1 (1939, rozvod 1943) Emanuel Poche (8. 10. 1903 Smíchov – 14. 3. 1987 Praha), ∞ 2 Jaromír Lang (6. 4. 1914 Bojanovice (Rabí) – 17. 6. 1979 Praha)
            1. Charlotta Pocheová (* 13. 12. 1940 Praha), historička umění ∞ (1966, rozvod 2009) Petr Kotík (* 27. 1. 1941 Praha), hudebník
              1. Tomáš Kotík (* 1969), výtvarník
              2. Jan Jakub Kotík (22. 10. 1972 Buffalo – 13. 12. 2007 Praha), výtvarník ∞ (2003) Gabriela Bukovinská
                1. Armand Kotík (* 30. 4. 2005)
                2. Taber Herbert Kotík (* 17. 6. 2006)

        3. Jan Masaryk (14. 9. 1886 Vinohrady (Praha) – 10. 3. 1948 Hradčany) ∞ (28. 12. 1924 New York, rozvod 28. 2. 1931 New York) Frances Anita Craneová (8. 11. 1887 Chicago – 10. 8. 1954 Barnstable)
        4. Eleonor Masaryková (3. 2. 1890 Praha - 18. 7. 1890 Praha)
        5. Olga Masaryková (25. 5. 1891 Praha – 12. 9. 1978 Londýn) ∞ 1. (25. 1. 1913 Praha, rozvod 30. 6. 1914 Praha) Vendelín Halík (29. 11. 1884 Smíchov – 1955 Kralupy nad Vltavou) právník, ∞ 2. (10. 12. 1920 Praha) Henri Jules Revilliod (29. 8. 1873 Ženeva – 1956 Ženeva), lékař
          1. Herbert Revilliod (23. 8. 1921 Montreux – 13. 2. 1945 Edinburgh)
          2. Leonard Revilliod (26. 8. 1922 Montreux – 16. 8. 1944 ostrov Tiree), příslušník RAF, zemřel při letecké havárii

      2. Jan Masaryk (22. 12. 1851 Hodonín - 31. 12. 1851 Hodonín)
      3. Martin Masaryk (11. 11. 1852 Hodonín - 15. 5. 1873 Vídeň)
      4. Ludvík Masaryk (17. 8. 1854 Hodonín - 15. 2. 1914 Portorož) ∞ (24. 1. 1898 Praha) Alžběta Chvátalová (14. 6. 1856 Praha – † ?)
        1. Ludmila (Lidmila) Masaryková (4. 9. 1890 Prachovice – 1983) ∞ (7. 2. 1914) Jaroslav Lípa, československý velvyslanec v Jugoslávii (22. 8. 1886 Jičín – 9. 8. 1966 Praha)

      5. Františka Masaryková (30. 1. 1858 Čejkovice - 13. 2. 1858 Čejkovice)